# دنیل فرومن
دنیل فرومن (انگلیسی: Daniel Frohman؛ ۲۲ اوت ۱۸۵۱ – ۲۶ دسامبر ۱۹۴۰) تهیه‌کننده اهل ایالات متحده آمریکا بوده است.

## فیلم‌شناسی
- هفده
- سیندرلا
- شاهزاده و گدا
- موش و آدم
- حکومت اشرافی
- بوسه
- عنکبوت